# 7202-es mellékút (Magyarország)
A 7202-es számú mellékút egy csaknem 35 kilométer hosszú, négy számjegyű mellékút Fejér és Veszprém vármegyék határterületén. A 7-es és a 8-as főutak, illetve a Balaton és Székesfehérvár által közrezárt, jobbára főutak által nem érintett települések legfontosabb összekötő útja.

## Nyomvonala
A 7-es főútból ágazik ki, a 2019-ben érvényes kilométer-számozás szerint a 78+4500-as kilométerszelvény közelében, Szabadbattyán központjában, nyugat felé. Majdnem ugyanott ér véget a 61-es főútból kiágazó, Sáregrestől induló 6307-es út is, 44,3 kilométer megtétele után. Kezdeti szakaszán a Csíkvár tér nevet viseli, majd északnyugati irányba fordul és Széchenyi utca lesz a neve; később Irinyi utca, a település északi széléhez közeledve pedig Mártírok útja.
900 méter után elhagyja Szabadbattyán utolsó házait is, majd 2,3 kilométer megtétele után átlép Sárszentmihály területére. Ott, a 3+300-as kilométerszelvényénél egy körforgalmú csomópontban keresztezi a Székesfehérvárról Úrhidára tartó 7201-es utat, ami itt a 4+400-as kilométerszelvényénél jár. Sárszentmihály első házait a 7202-es út is épp a 4+400-as szelvénye táján éri el, a településen végig Fő út néven halad. 5+350-es kilométerszelvényénél kiágazik belőle a Székesfehérvár–Szombathely-vasútvonal Sárszentmihály vasútállomására vezető 72 301-es út, egyúttal éles iránytöréssel délnyugati irányba fordul, de alig 400 méter után, újabb kanyarral visszatér az előzőleg követett északnyugati irányhoz. A község nyugati részében fokozatosan nyugatnak veszi az irányt, és 7,9 kilométer megtétele után így hagyja el a falu utolsó házait is.
8,5 kilométer után Sárkeszi területére lép, a falu központján a 9+300-as kilométerszelvényénél halad keresztül, Petőfi Sándor utca néven; közben ismét délnyugati irányt vesz. A 11+300-as kilométerszelvényénél viszont már Nádasdladány területén halad, ismét Fő utca néven; 13,7 kilométer után torkollik bele dél felől a 7206-os út, majdnem pontosan 9 kilométer megtétele után Jenő-Polgárdi felől; előtte az út még elhalad a Nádasdy-kastély arborétumának északi széle és az ott álló Szent Ilona római katolikus templom mellett. A 14. kilométerénél újabb elágazása következik, itt a 7204-es út ágazik ki belőle északi irányban, Várpalota felé.
15,6 kilométer után lép át az út Ősi területére, egyben megyét is vált: ettől kezdve már nem Fejér, hanem Veszprém vármegye területén halad. Ősi központját majdnem pontosan a 18. kilométerénél éri el, odáig a Ladányi út nevet viseli; ott torkollik bele, 7,750 kilométer megtétele után a 72 106-os út, amely Várpalotáról indul dél felé és a falu tulajdonképpeni főutcájaként ér véget. A 7202-es folytatása innentől a Rózsa út nevet viseli, de csak körülbelül 600 méteren át, ezután elhagyja a település legnyugatibb házait is.
A 20+150-es kilométerszelvénye közelében lép át az út Berhidára, a kisváros területén több éles, 90 fokot megközelítő irányváltása is van. A település keleti részén Ősi út néven húzódik, így keresztezi a Sédet is, 22,5 kilométer megtétele után, majd a 23+400-as kilométerszelvénye táján egy körforgalomba ér: ott torkollik bele, bő 16 kilométer megtétele után, dél felől a 7207-es út, Lepsény felől. Utóbbi mellékútnak a kilométer-számozása szerint itt még nincs vége: a településen mintegy 300 méternyi közös szakaszuk következik, nyugati irányban, Veszprémi út néven, kilométerszámozás tekintetében megegyező irányban, majd ott a 7207-es északnak fordul (Várpalotáig tart), a 7202-es pedig egyenesen halad tovább, a nevet is továbbvíve.
A 24+700-as kilométerszelvénye közelében hagyja el Berhida belterületét, de egy darabig még a településen marad; 25,6 kilométer után éri el Peremarton városrészt, ahova önkormányzati utak ágaznak ki északi irányban, a 25+900-as kilométerszelvénye közelében pedig dél felől beletorkollik a 7215-ös út, 5,4 kilométer megtétele után (Papkeszi-Balatonkenese felől), és ugyanott keresztezi az utat a Lepsény–Hajmáskér-vasútvonalról Peremarton ipartelepei felé kiágazó iparvágány is.
A sínek keresztezésével az út egyúttal átlép Vilonya területére, aminek központját kicsivel a 29. kilométere előtt éri el. 29,6 kilométer után keresztezi a vasutat, a megszűnt Vilonya-Királyszentistván megállóhely északi szélén, majd alig 200 méterrel arrébb ismét keresztezi a Sédet és átlép Királyszentistván területére. Ott, a 30+500-as kilométerszelvénye közelében beletorkollik dél felől a 7216-os út (Balatonfűzfő felől), itt 400 méter közös szakaszuk következik, kilométerszámozás tekintetében ismét megegyező irányban, majd a 7216-os észak felé fordul, Sóly irányába, a 7202-es pedig továbbhalad egyenesen, változatlanul többé-kevésbé nyugati irányt követve.
A 32+500-as kilométerétől egy szakaszon Királyszentistván és Litér határán halad, majd az utolsó méterein teljesen Litér területére lép. Ott ér véget, a 72-es főútba torkollva, annak 5,7 kilométerszelvényénél. Teljes hossza, az országos közutak térképes nyilvántartását szolgáló kira.gov.hu adatbázisa szerint 34,337 kilométer.

## Települések az út mentén
- Szabadbattyán
- Sárszentmihály
- Sárkeszi
- Nádasdladány
- Ősi
- Berhida
- Vilonya
- Királyszentistván
- Litér

## Hídjai
Három jelentősebb hídja van, ezek az alábbiak:
- a berhidai Séd-malomcsatorna-híd a 22+493 kilométerszelvényében, amely 1974-ben épült;
- a berhidai Séd-patak-híd a 22+546 kilométerszelvényében, amely az előbbivel egykorú;
- és a Királyszentistván-Vilonya között Séd-patak-híd a 29+662 kilométerszelvényében, amely 1960-ban épült.[1]

## Képgaléria

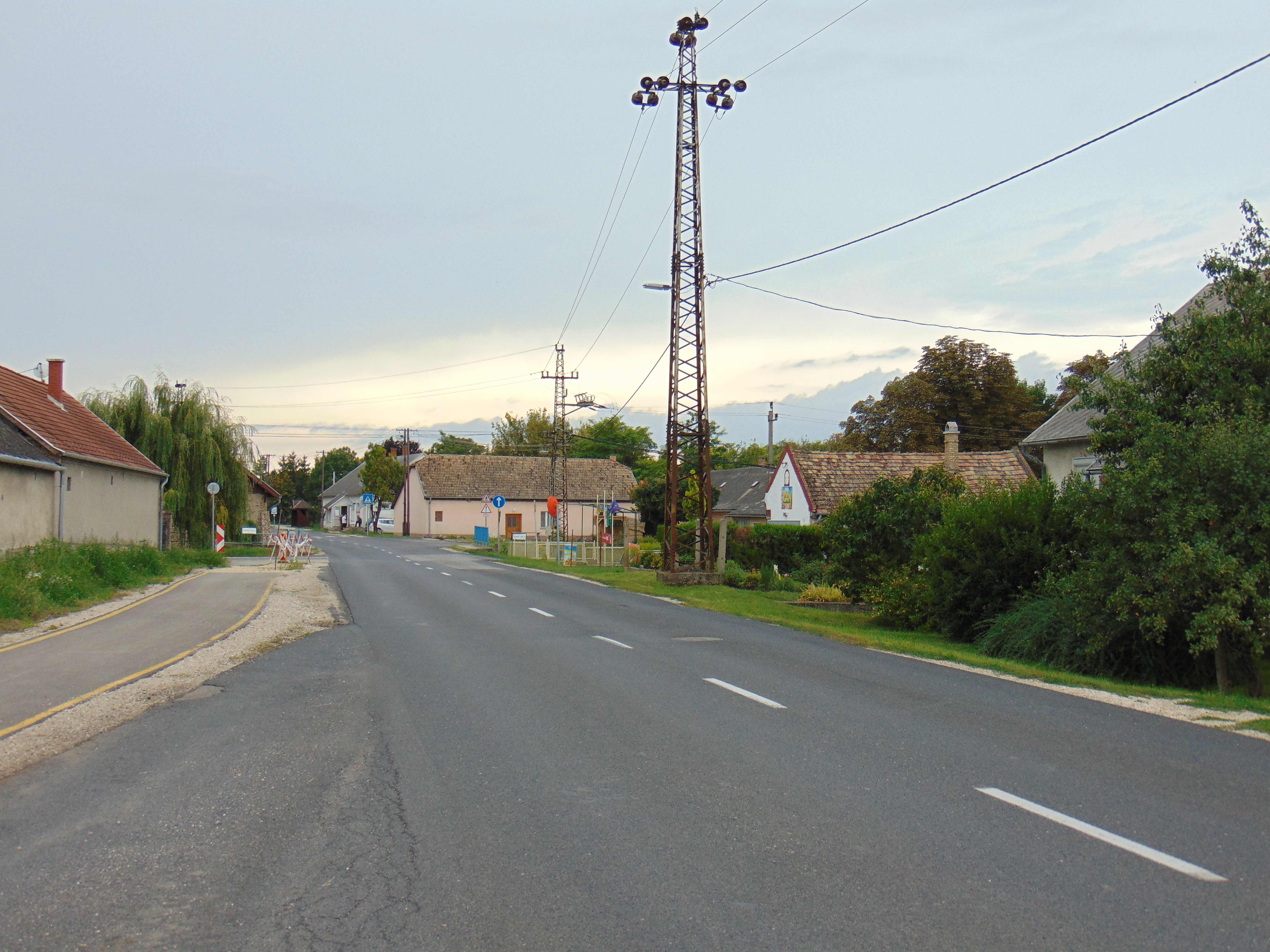
Sárkeszi keleti széle a község főutcájának számító 7202-es úttal
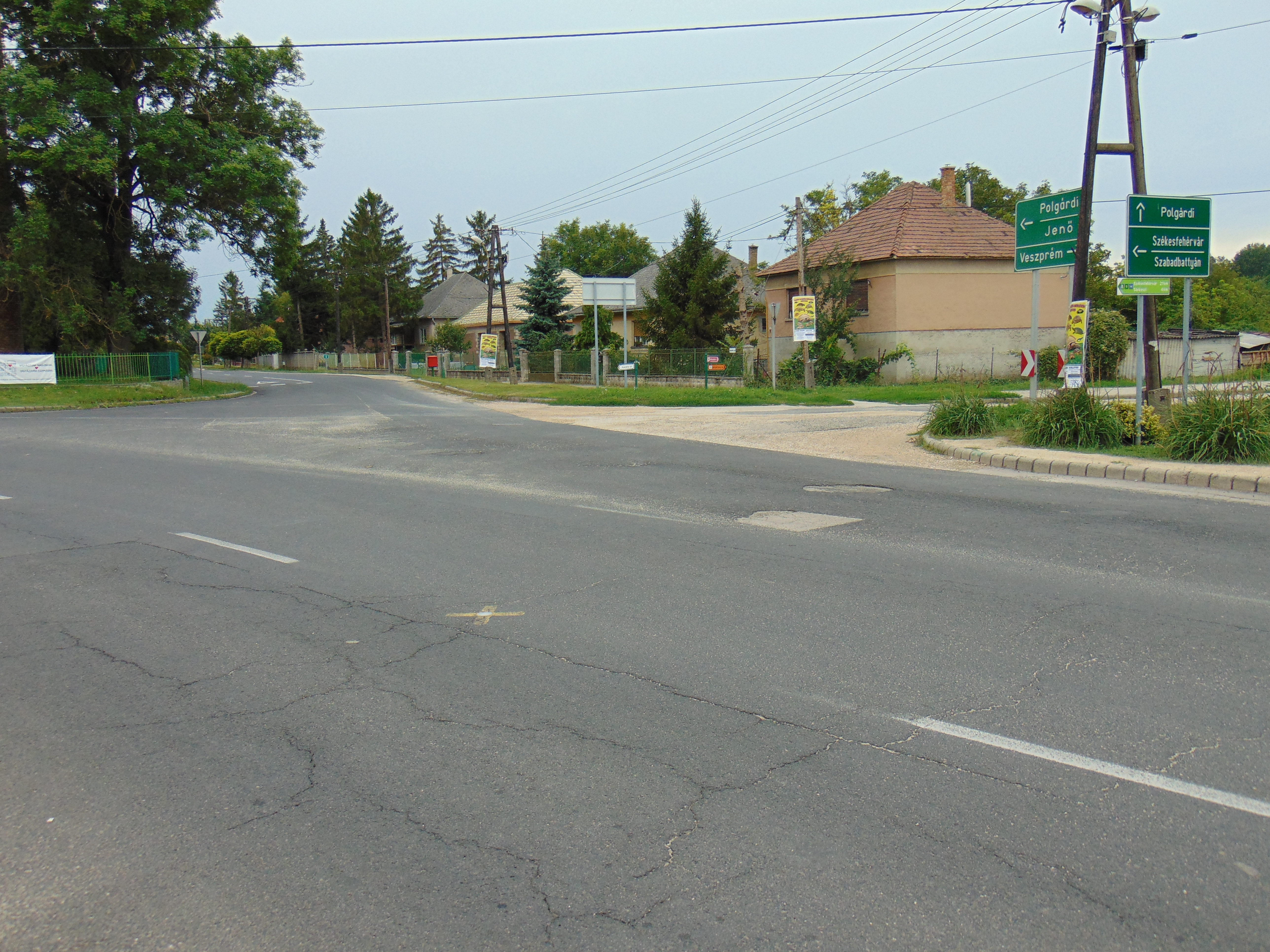
A 7206-os út betorkollása Nádasdladány központjában, útirányjelző táblákkal
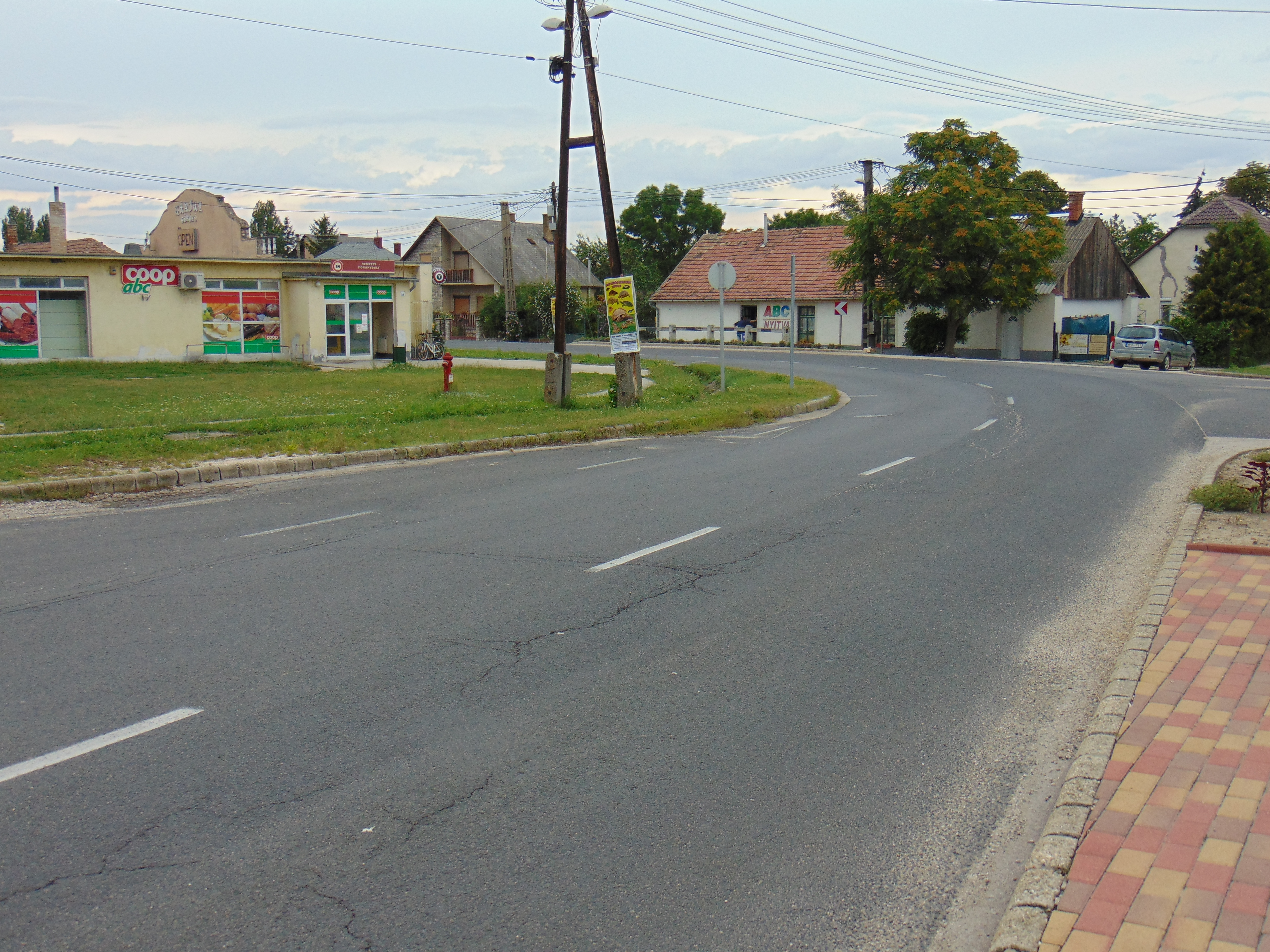
Az út Nádasdladány központjában, nyugat felé nézve
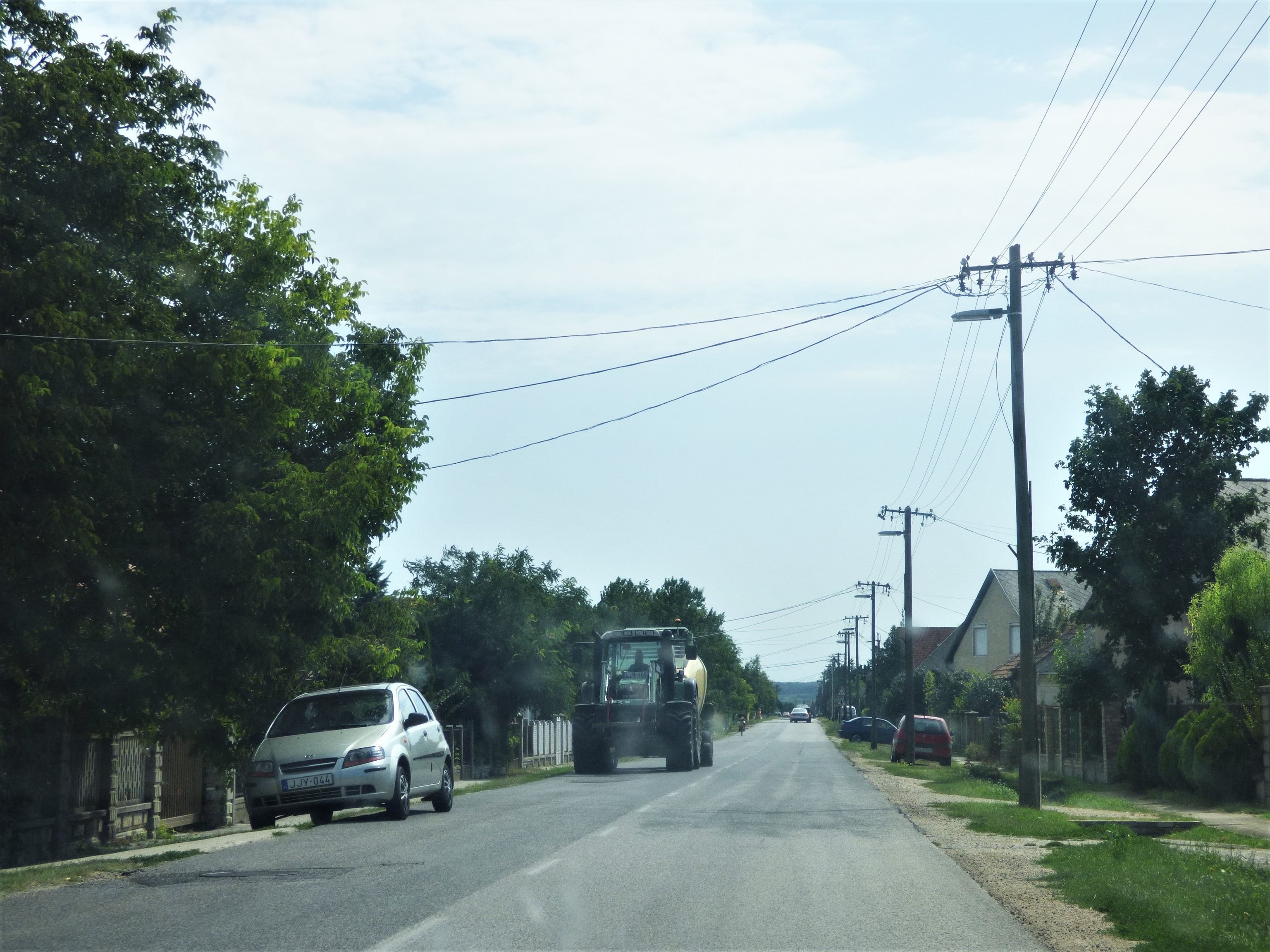
Az út Ősinél kelet felé nézve
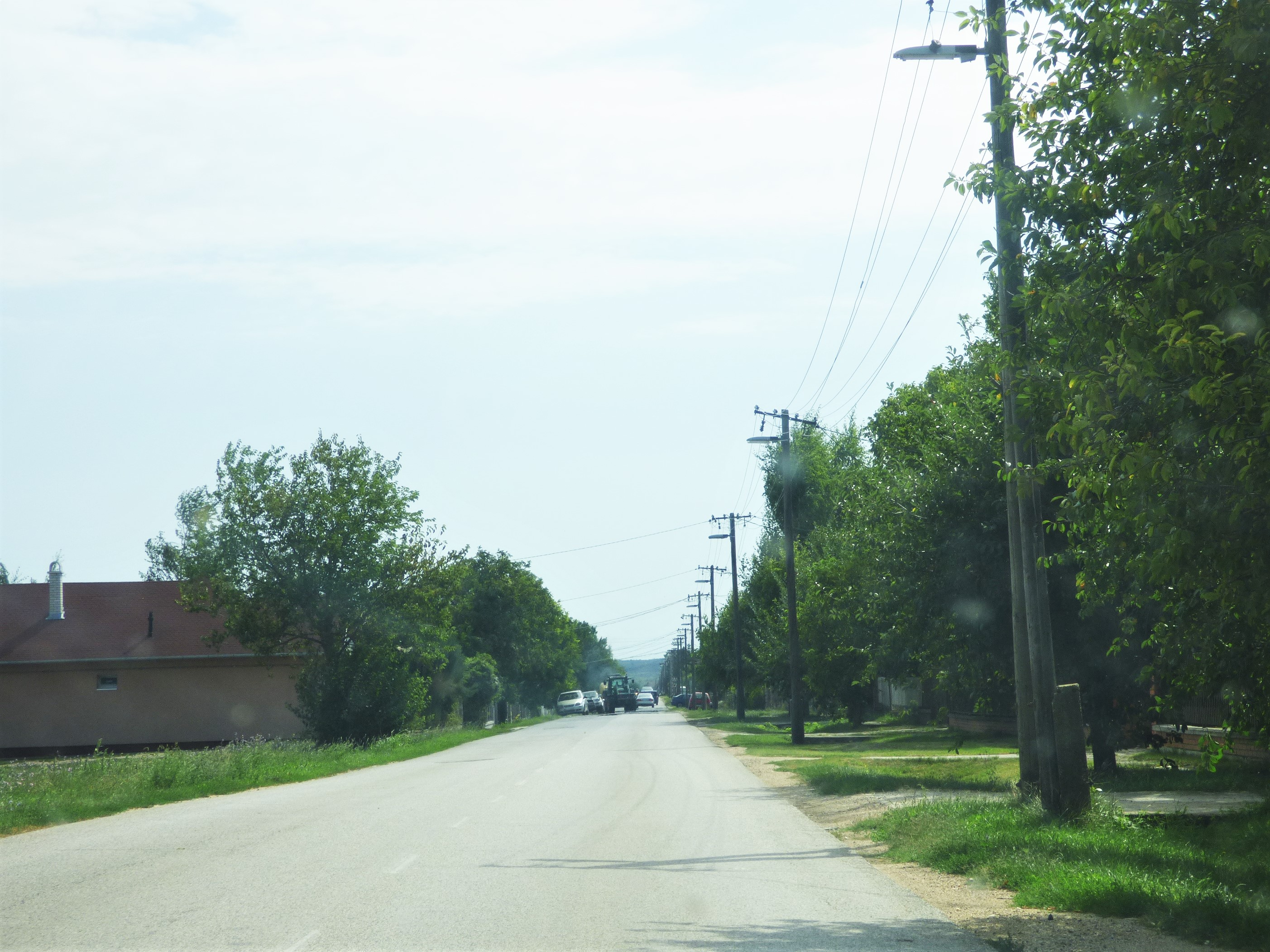
Ősi nyugati bejárata
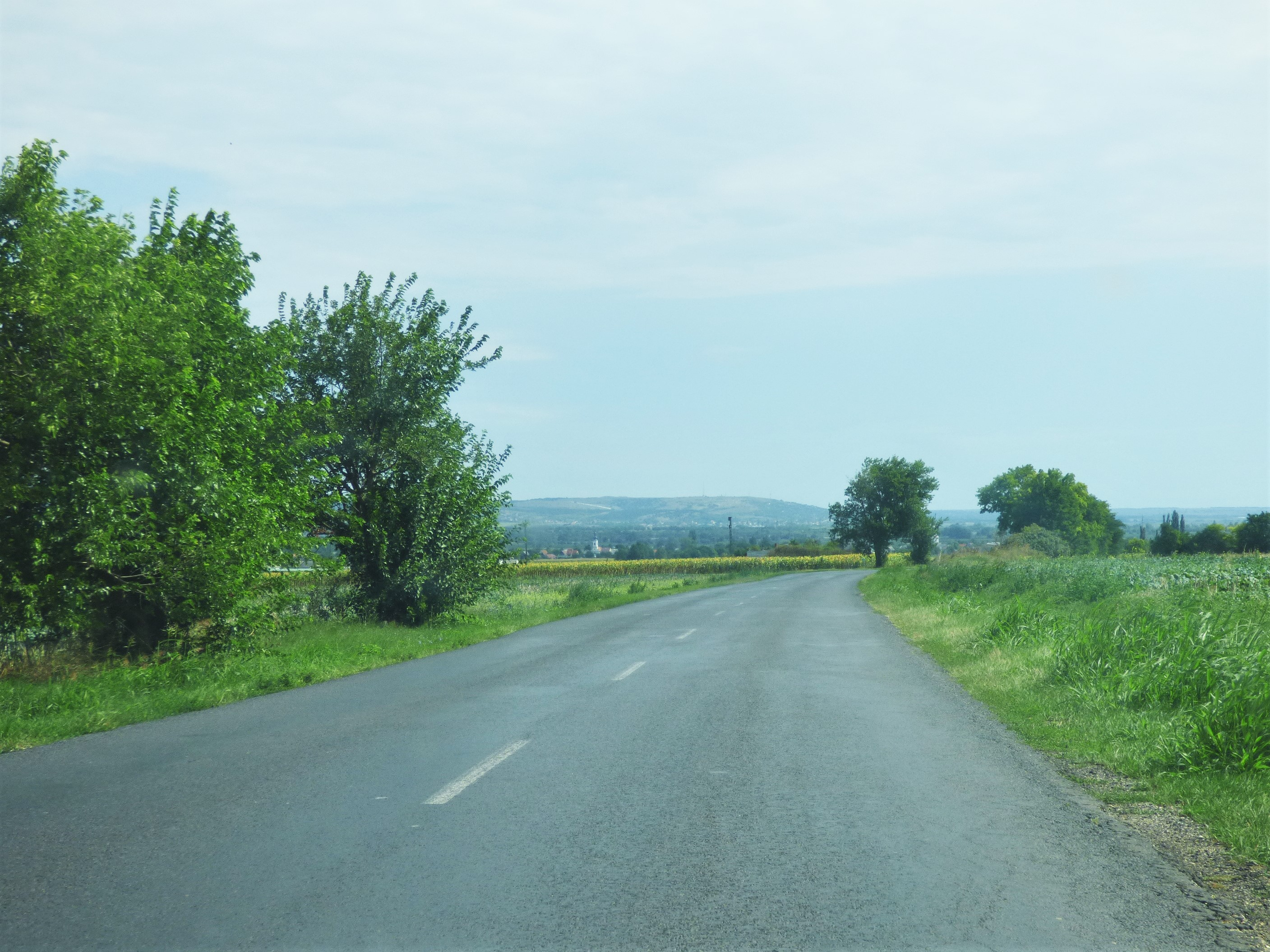
Az Ősi utáni szakasz nyugat felől nézve
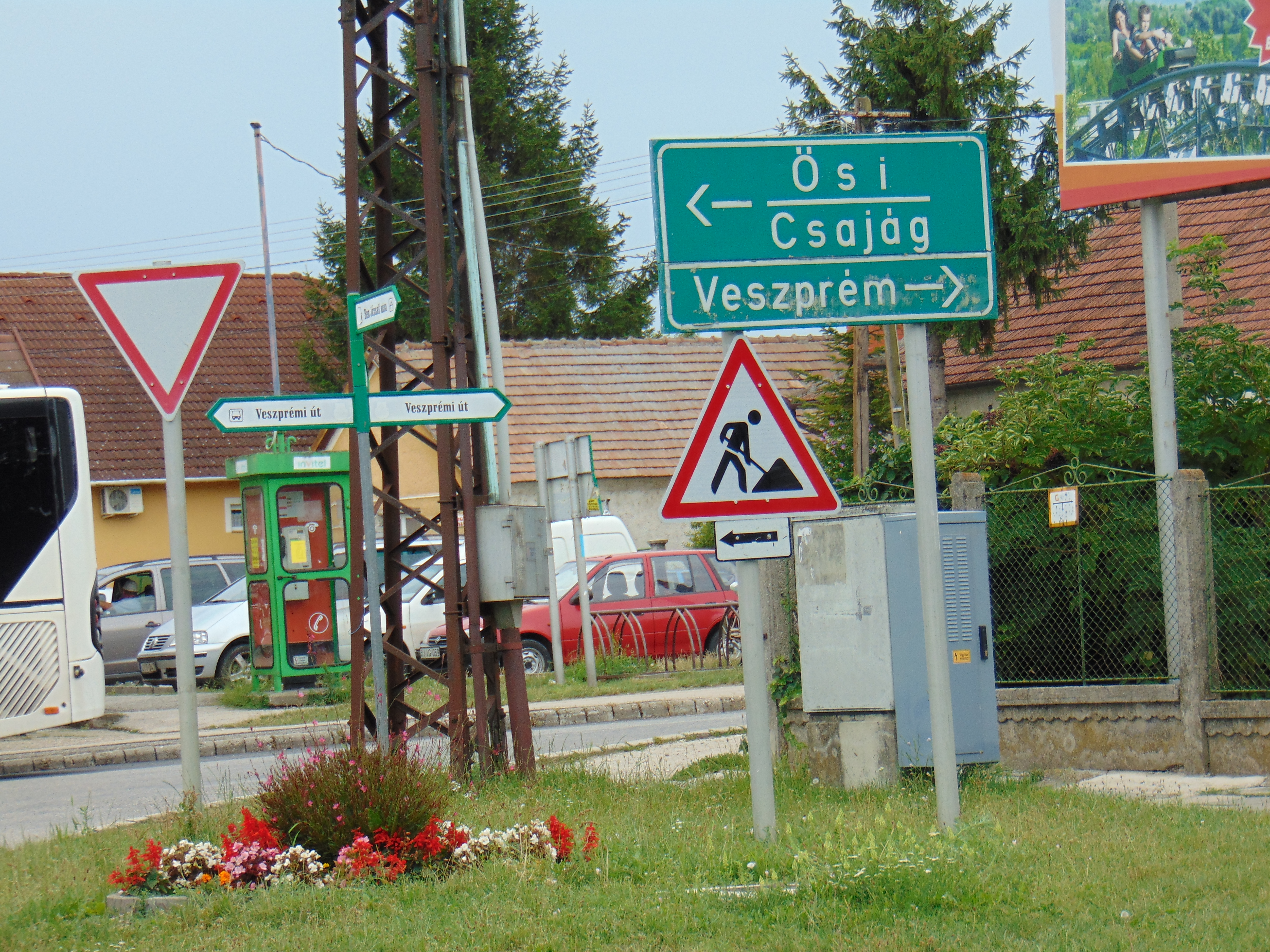
A 7202-es és 7207-es utak szétválását jelző KRESZ-tábla Berhida központjában
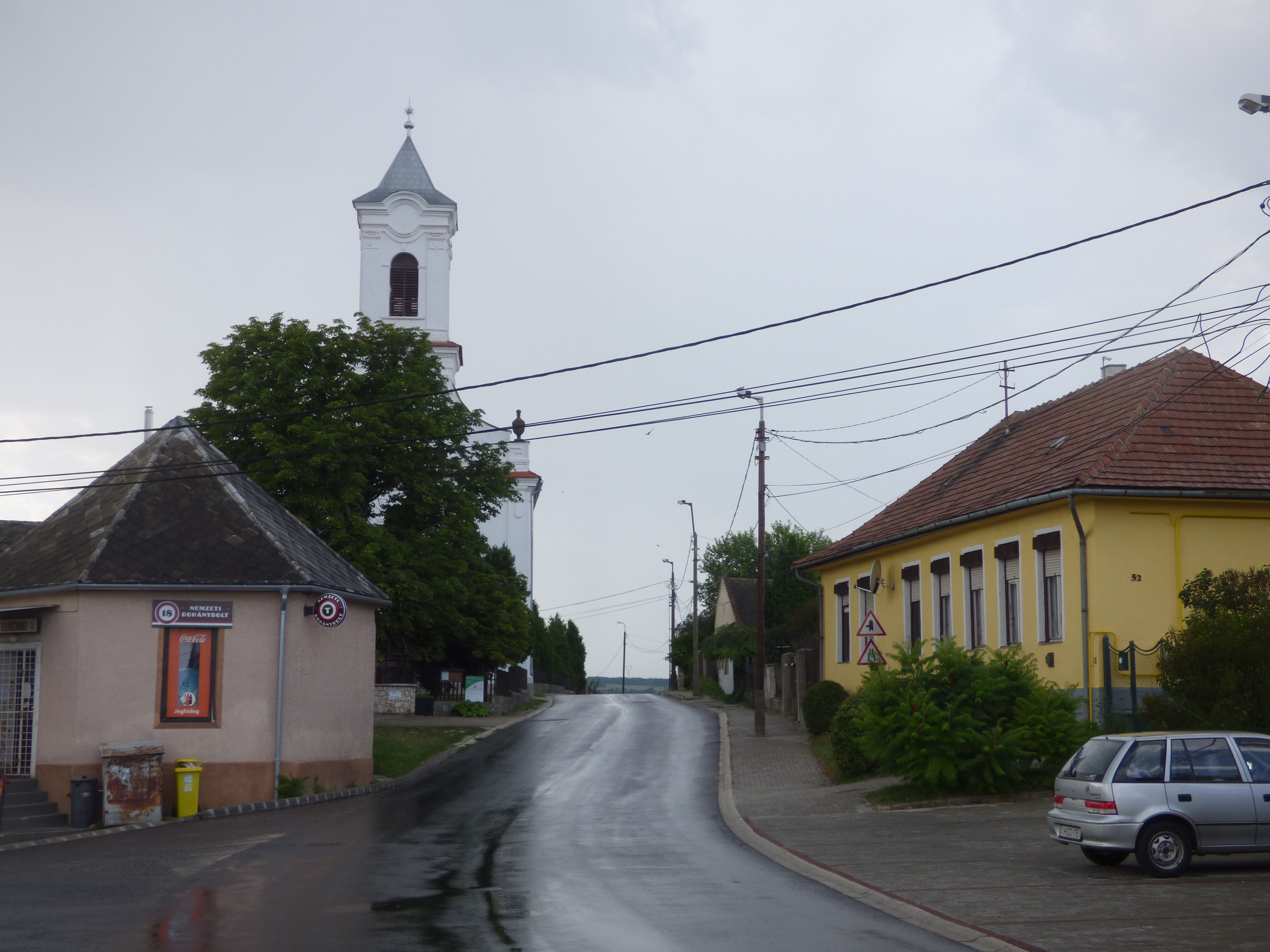
Királyszentistván központja a 7202-es és a 7216-os utak közös szakaszával